# Israel Shahak
Israel Shahak (Varsovia, 28 de abril de 1933-Jerusalén, 2 de julio de 2001) fue un profesor, autor y activista por los derechos civiles israelí de origen judeo-polaco. Superviviente del Holocausto, impartió clases de química en la Universidad Hebrea de Jerusalén. Fue especialmente conocido por su pensamiento liberal y secular. Entre los años 1970 y 1990 ejerció de presidente de la Liga por los Derechos Humanos y Civiles israelí. Crítico con el gobierno de Israel, los escritos de Shahak acerca del judaísmo han sido una fuente de gran controversia debido a su pensamiento antisionista.

## Obras
en inglés
- Oded Yinon (translated by Israël Shahak) Zionist Plan for the Middle East,  Association of Arab-American University Graduates, Inc., June, 1982, paperback ISBN 0937694568
- Israël Shahak and Noam Chomsky, Israël's Global Role: Weapons for Repression (Studies in Geophysical Optics and Remote Sensing), Association of Arab-American University Graduates, Inc., April 1982, paperback, ISBN 0937694517
- Israël Shahak, Jewish History, Jewish Religion: The Weight of Three Thousand Years, Stylus Publishing, LLC, December, 1994, trade paperback, ISBN 0745308198
- Israël Shahak, Open Secrets: Israeli Foreign and Nuclear Policies, Stylus Publishing, December, 1997, hardcover, 193 pages, ISBN 0745311520
- Israël Shahak and Norton Mezvinsky, Jewish Fundamentalism in Israël (Pluto Middle Eastern Series), Pluto Press (UK), October, 1999, hardcover, 176 pages, ISBN 0745312810; trade paperback, Pluto Press, (UK), October, 1999, ISBN 0745312764; 2 edition with new introduction by Norton Mezvinsky, trade paperback July, 2004, 224 pages, ISBN 0745320902
- Israël Shahak, Israël's Global Role : Weapons for Repression (Special Reports, No. 4), Association of Arab-American University Graduates, 1982, paperback
- Complete Online Database of Shahak's Articles & Books

en francés
- Israël Shahak, Le racisme de l'État d'Israël, Guy Authier éditeur, Paris, 1975.
- Israël Shahak,Histoire juive, religion juive, le poids de trois millénaires, éditions La Vieille Taupe, 1996. Texto en línea: Israël Shahak Archivado el 5 de enero de 2009 en Wayback Machine..

En castellano:
Israel Shahak, "Historia judía, religión judía. El peso de tres mil años. A. Machado Libros, 2002.